# CHILL
CHILL - skrót od CCITT High Level Programming Language. Język programowania, podobny do języka Ada.
Język chill jest wieloplatformowym językiem programowania, którego początki sięgają lat 80/90 XX wieku. Pomimo swoich lat jest on nadal stosowany, można znaleźć kilkanaście kompilatorów tego języka w tym jeden polski.
Język bazuje na dwóch składniach - jednej zapożyczonej z języka Cobol i drugiej z PL/1